# Famosi tredici

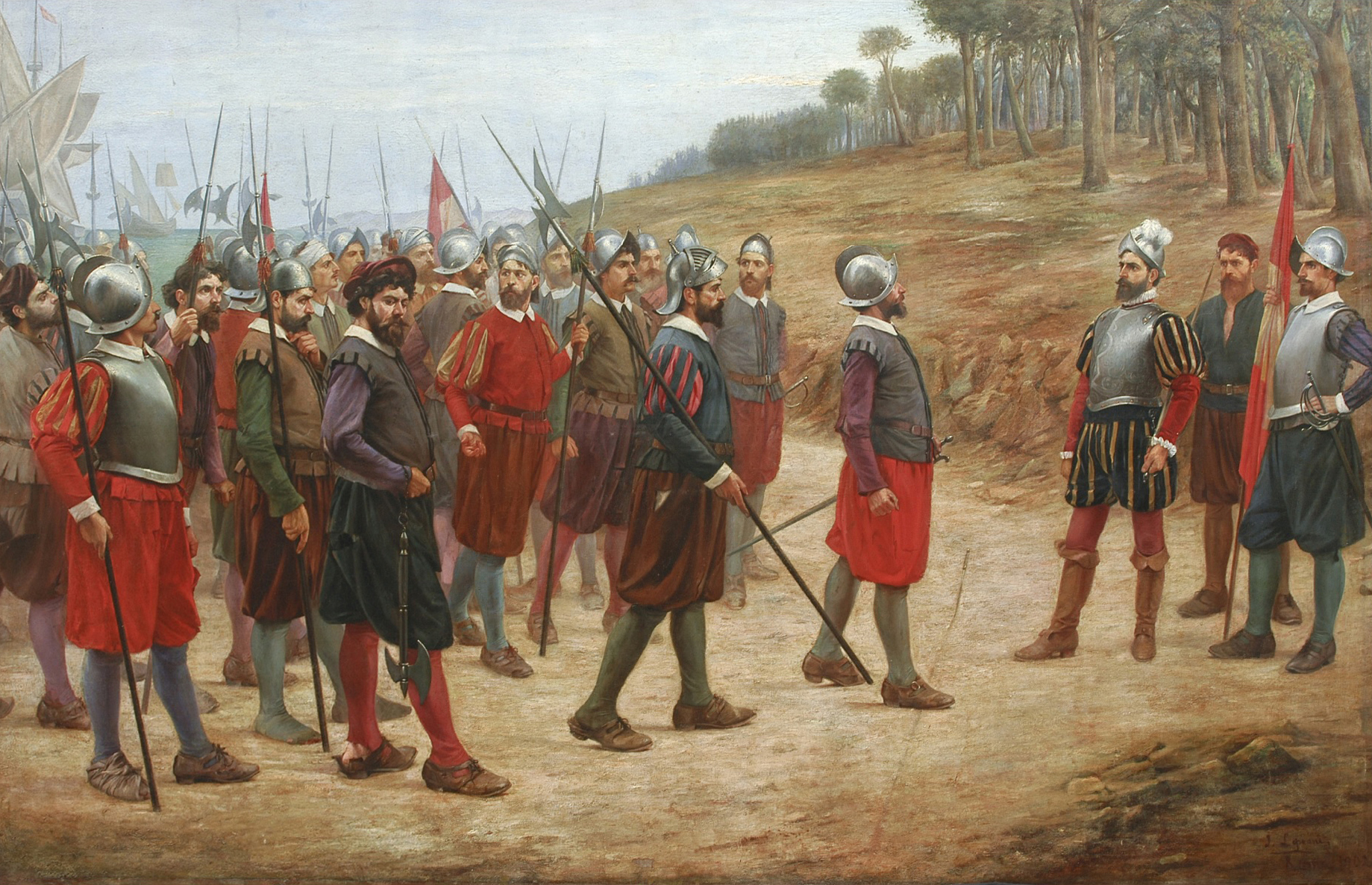
Juan B. Lepiani, I tredici dell'Isola del Gallo, pittura a olio, Museo Nazionale di Archeologia, Antropologia e Storia del Perú, Pueblo Libre - Lima

I famosi tredici (spagnolo Los trece de la fama) furono un gruppo di conquistadores spagnoli del XVI secolo che partecipò alla conquista del Perù (seconda spedizione) guidati da Francisco Pizarro. 
La seguente lista elenca coloro che si trovarono con Pizarro sulla famosa Isla del Gallo:
- Nicolás de Rivera "el Viejo", nato a Olvera, Andalusia;
- Cristóbal de Peralta, hidalgo di Baeza;
- Antón de Carrión, nato a Carrión de los Condes;
- Pedro de Candia, un greco nato a Candia, Creta;
- Domingo de Soraluce;
- Francisco de Cuéllar, nato a Torrejón de Velasco;
- Juan de la Torre y Díaz Chacón, nato a Villagarcía de la Torre in Estremadura;
- Pedro de Halcón, nato a Siviglia;
- García de Jarén;
- Alonso de Briceño, nato a Benavente;
- Alonso de Molina, nato a Úbeda;
- Gonzalo Martín de Trujillo, nato a Trujillo;
- Martín de Paz.

Bartolomé Ruiz non è contato tra i tredici a causa del fatto che fece ritorno a Panamà nella nave condotta da Juan Tafur anche se solo per spronare Diego de Almagro a raggiungere l'isola della Gorgona (dove i tredici avevano deciso di trasferirsi) nel più breve tempo possibile. 
Così è riportato da Pedro de Cieza de León in Descubrimiento y Conquista del Perú; XVI.